# Elecciones en Egipto

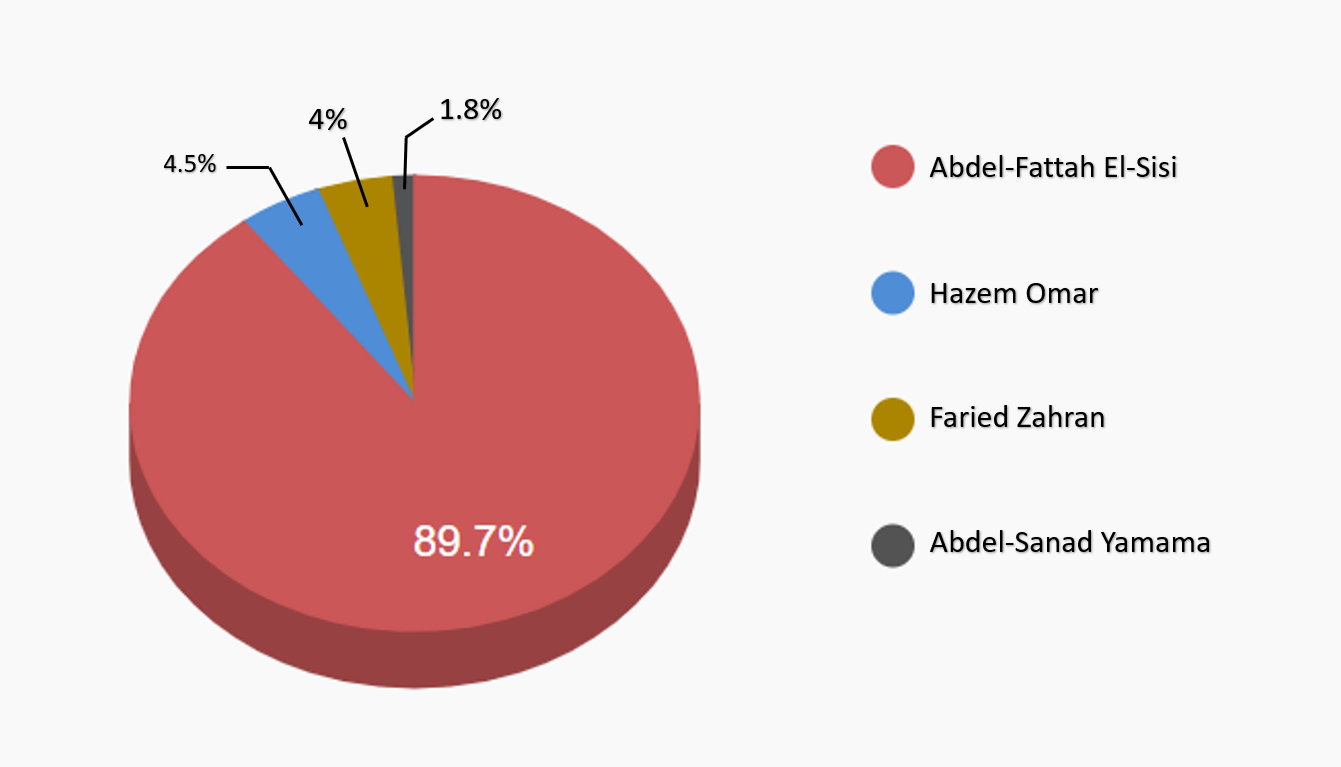
Resultados de las elecciones presidenciales del 2023.

Las Elecciones en Egipto se llevan a cabo para el presidente y una legislatura bicameral. El presidente de Egipto es elegido por votación popular para un mandato de cuatro años.
El sufragio es universal y obligatorio para todos los ciudadanos egipcios mayores de 18 años. No votar puede resultar en una multa o incluso en el encarcelamiento, pero en la práctica un porcentaje significativo de votantes elegibles no vota. Cerca de 63 millones de votantes están registrados para votar de una población de más de 100 millones. La participación en las elecciones parlamentarias de 2011 fue del 54%.

## Elecciones en el Reino de Egipto (1922-1953)
El Reino de Egipto obtuvo la independencia nominal del Reino Unido el 28 de febrero de 1922. Entre la Declaración de 1922 y la Revolución de 1952 , se celebraron diez elecciones generales (en 1924, 1925, 1926, 1929, 1931, 1936, 1938, 1942 , 1945 y 1950). Esta era se conoce generalmente como el Experimento Liberal de Egipto . Egipto nunca ha recuperado el nivel de libertad política que disfrutó durante este período.
Durante las cuatro elecciones celebradas entre 1924 y 1929, los candidatos de la minoría cristiana copta obtuvieron de 15 a 23 escaños. Los coptos recibieron cuatro escaños en 1931, seis en 1938, 12 en 1945 y cinco en 1950. La participación de la oposición en los escaños también varió a lo largo de este período. La oposición ganó el 15,1% de los escaños en las elecciones de 1924 , el 18,9% en 1926 , el 6,9% en 1929, el 18,1% en 1936, el 12,1% en 1942 y el 29,2% en las elecciones de 1950 , las últimas antes de las de 1952. Revolución que acabó con el sistema multipartidista de Egipto.
| Año Electoral | Total de escaños en la Cámara de Diputados | Partido Wafd    | Partido Wafd | Grandes terratenientes | Grandes terratenientes |
| Año Electoral | Total de escaños en la Cámara de Diputados | Escaños Ganados | Porcentaje   | Escañaos Ganados       | Porcentaje             |
| ------------- | ------------------------------------------ | --------------- | ------------ | ---------------------- | ---------------------- |
| 1924          | 214                                        | 181             | 84.6         | 93                     | 43.5                   |
| 1925          | 214                                        | 113             | 52.8         | 95                     | 44.4                   |
| 1926          | 214                                        | 172             | 80.4         | 105                    | 49.1                   |
| 1929          | 235                                        | 212             | 90.2         | 108                    | 45.9                   |
| 1931          | 150                                        | 0               | 0.0          | 58                     | 38.7                   |
| 1936          | 232                                        | 180             | 77.6         | 112                    | 48.3                   |
| 1938          | 264                                        | 14              | 5.3          | 131                    | 49.6                   |
| 1942          | 264                                        | 203             | 76.9         | 93                     | 35.2                   |
| 1945          | 285                                        | 0               | 0.0          | 123                    | 43.2                   |
| 1950          | 317                                        | 157             | 49.5         | 119                    | 37.5                   |

## Elecciones bajo el régimen de Mubarak

### Elecciones presidenciales de 2005
Bajo la era de Mubarak, la elección presidencial egipcia de 2005 fue la primera vez multipartidista , con varios candidatos controvertida elección presidencial en Egipto la historia 's, hecha bajo las enmiendas constitucionales 2005/2007 a la Constitución de Egipto 1971. A pesar de su importancia, la elección se vio empañado por el fraude electoral , relleno de urnas , boicots, la intimidación, la compra de votos, y las protestas de los grupos de la oposición, lo que lleva a una baja participación inferior al 30%. Antes de las elecciones de 2005, el presidente de Egipto fue nominado por una mayoría de dos tercios de la Asamblea Popular y aprobado mediante un proceso de referéndum que se asemeja a una elección de espectáculo enpaíses autoritarios .

### Elecciones parlamentarias de 2010
Bajo la era de Mubarak, la Asamblea Popular y el Consejo de la Shura fueron elegidos bajo un sistema electoral de pluralidad de un solo miembro . Junto con la combinación de fraude electoral, relleno de boletas, intimidación y falta de supervisión judicial e internacional, esto le aseguró al NDP una supermayoría de escaños para ambas cámaras. La Hermandad Musulmana no estaba reconocida como partido político por ley, pero sus miembros podían presentarse como independientes.

## Referéndums
El primer referéndum en Egipto se celebró el 23 de junio de 1956. El electorado estuvo de acuerdo con la adopción de la nueva constitución de 1956 y con la elección de Gamal Abdel Nasser como presidente de Egipto.